# Jean Henri de Valmont

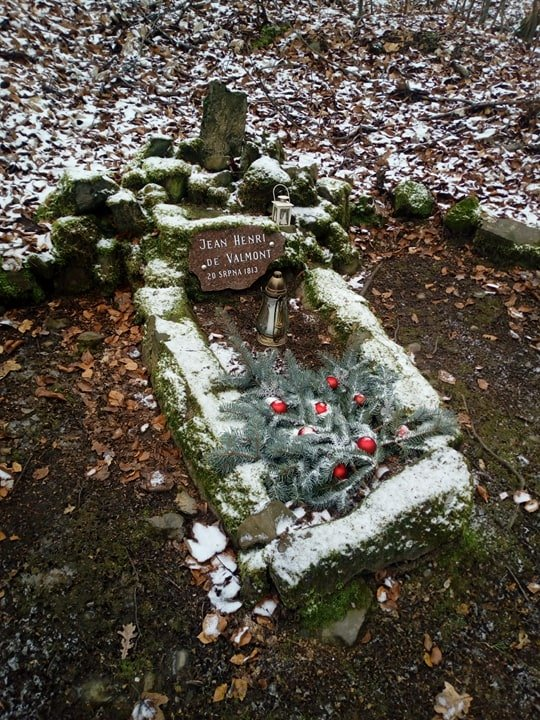
Hrob Jeana Henri de Valmonta na Chotovickém vrchu

Jean Henri de Valmont (Alsasko - 20. srpna 1813 poblíž Červeného rybníka u Pihele) byl francouzský voják z doby napoleonských válek. Patřil k vojsku polského maršála knížete Poniatowského, který pocházel z francouzského Alsaska.
Účastnil se bitvy, která se udála 20. srpna 1813 blízko Červeného rybníka u Pihele, v níž se střetlo pět jezdců z Pruska s tříčlennou patrolou rakouských husarů. Ruka jednoho z husarů byla zasažena kopím jednoho z jezdců. On se ovšem ještě stihl bránit a svého protivníka smrtelně zranit. Tím protivníkem byl právě Jean Henri de Valmont.

## Pohřeb a hrob
Když Jean Henri de Valmont zemřel, místní farář ho coby nepřítele odmítl pohřbít na místním hřbitově. Jeho přátelé ho tedy pohřbili na okraji lesa (východní strana) na Chotovickém vrchu, blízko obce Chotovice a Nového Boru (okres Česká Lípa). Byl pohřben bez rakve a bez obřadu. U jeho hrobu stál dlouho dřevěný kříž s obrázky dvou bojujících jezdců, který se později rozpadl.
Roku 1897 hrob nově upraven na příkaz Eduarda Lehmanna z Chřibské. Ze tří stran byl osázen kameny a na blízkém stromě byla 24. října 1897 slavnostně odhalena pamětní tabulka, která dávnou událost popisovala. O květiny u hrobu se staral (až do své smrti) zahradník z Chotovic Dübel Ronge. V roce 1913 se zde konala velká slavnost a hrob byl vyčištěn. Později však znovu zarostl.
V 80. letech 20. století byl hrob vyčištěn a označen. Vzhledem k tomu, že hrob není z hlavní cesty vidět, a tak bylo těžko ho nalézt, označila roku 2013 obec Chotovice přístup k hrobu informačními cedulkami a hrob byl opatřen novou pamětní deskou. Pomník byl k hrobu přidán Milanem Lašťovkou.